# Epitranus
Epitranus é um género de vespas pertencentes à família Chalcididae.
As espécies deste género podem ser encontradas na África e na Austrália.
Espécies (lista incompleta):
- Epitranus albipennis Walker, 1874
- Epitranus aligarhensis (Shafee & Dutt, 1986)
- Epitranus anervosus Steffan, 1957